# Dùnan Mòr
Dùnan Mòr är en kulle i Storbritannien.   Den ligger i kommunen Highland och riksdelen Skottland, i den norra delen av landet, 800 km norr om huvudstaden London.
Terrängen runt Dùnan Mòr är huvudsakligen kuperad, men den allra närmaste omgivningen är platt. Havet är nära Dùnan Mòr åt nordväst.  Trakten runt Dùnan Mòr är nära nog obefolkad, med mindre än två invånare per kvadratkilometer. Närmaste större samhälle är Kinlochbervie, 19,5 km söder om Dùnan Mòr. Trakten runt Dùnan Mòr består i huvudsak av gräsmarker.